# Gigantti
Gigantti, även känd som "Giganten", är en finländsk elektronikskedja som säljer främst hemelektronik. Den grundades 1998 och ägs av norska Elkjøp. Huvudkontoret i Finland ligger i Helsingfors, och kedjan har 41 stycken Gigantti-Varuhus i Finland.

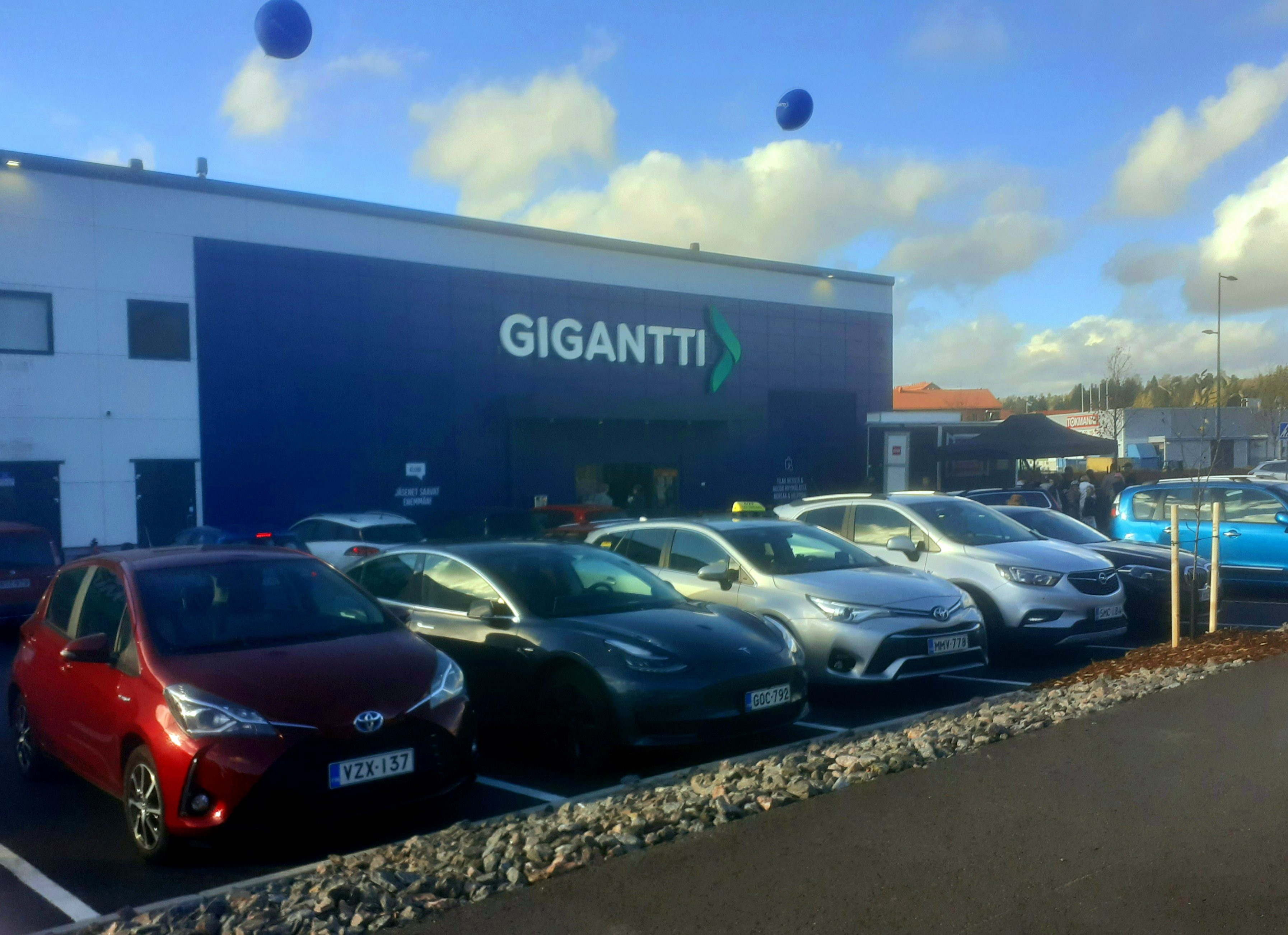
Gigantti i Klövskog.